# Florae Lusitanicae et Brasiliensis Specimen
Florae Lusitanicae et Brasiliensis Specimen (abreviado Fl. Lusit. Brasil. Spec.) es un libro con ilustraciones y descripciones botánicas que fue escrito por el naturalista italiano; Domenico Vandelli y publicado en Coímbra en el año 1788.